# Robert Bontine Cunninghame Graham
Robert Bontine Cunninghame Graham (Londres, 24 de maio de 1852 — Buenos Aires, 20 de março de 1936) foi um político, escritor, jornalista e aventureiro escocês. Foi membro do Partido Liberal do Parlamento (MP); o primeiro membro socialista do Parlamento do Reino Unido; um dos fundadores e o primeiro presidente do Partido Trabalhista Escocês; um dos fundadores do Partido Nacional da Escócia, em 1928; e o primeiro presidente do Partido Nacional Escocês, em 1934.

## Juventude
Cunninghame Graham era o filho mais velho do Major William Bontine da Milícia Renfrew e um antigo Corneta na Scots Greys com quem ele serviu na Irlanda. Sua mãe era Hon Anne Elizabeth Elphinstone-Fleeming, filha do almirante Charles Elphinstone Fleeming de Cumbernauld e uma nobre espanhola, Doña Catalina Paulina Alessandro de Jiménez (que, supostamente, junto com seu segundo marido almirante James Katon), fortemente influenciou a educação de Cunninghame Graham. Assim, a primeira língua que Cunninghame Graham aprendeu foi a língua materna de sua mãe, o espanhol. Passou a maior parte de sua infância na propriedade da família de Finlaystone em Renfrewshire e Ardoch em Dunbartonshire, Escócia, com seus irmãos mais novos Charles e Malise.
Depois de ser educado na escola pública Harrow na Inglaterra, Robert terminou sua educação em Bruxelas, na Bélgica antes de se mudar para a Argentina para fazer sua fortuna com pecuária. Lá ficou conhecido como um grande aventureiro e gaúcho, e era carinhosamente conhecido como Don Roberto. Ele também viajou para o Marrocos disfarçado de xeque turco, prospectando o ouro na Espanha, fez amizade com Buffalo Bill, no Texas, e ensinou esgrima na Cidade do México, depois de ter viajado para lá por vagão de trem de San Antonio de Bexar com sua jovem noiva sic "Gabrielle Chideock de la Balmondiere" uma suposta poeta meio francesa meio chilena.

## Convertimento ao socialismo
Após a morte de seu pai em 1883, voltou ao sobrenome Cunninghame Graham. Regressou ao Reino Unido e tornou-se interessado em política. Ele participou de reuniões socialistas onde ouviu e conheceu William Morris, George Bernard Shaw, H. M. Hyndman, Keir Hardie e John Burns. Apesar de suas origens abastadas, Graham foi convertido ao socialismo e ele começou a falar em reuniões públicas. Era um orador impressionante e era especialmente bom em lidar com provocadores.